# Nemesgörzsöny
Nemesgörzsöny község Veszprém vármegyében, a Pápai járásban.

## Fekvése
A Marcal völgyében helyezkedik el, Pápától bő 10 kilométerre északnyugati irányban. Települési szomszédai: észak felől Marcaltő, kelet felől az előbbihez tartozó Ihász, dél felől Nagyacsád, nyugat felől Magyargencs, északnyugat felől pedig Egyházaskesző. Közigazgatási területe az előbbiek mellett még érintkezik, délnyugati irányban Mezőlak határszélével is.

### Megközelítése
Központján, annak főutcájaként a Pápától a Rába völgyéig húzódó 8406-os út húzódik végig, közúton ezen érhető el északi és déli irányból is. Keleti határszélét egy rövidebb, külterületi szakaszon érinti még a 8408-as út is.
A hazai vasútvonalak közül a települést a Pápa–Csorna-vasútvonal érinti, amelynek egy megállási pontja van itt. Nemesgörzsöny megállóhely a belterület északkeleti szélén helyezkedik el, közúti elérését a 84 303-as számú mellékút biztosítja. Régen egy vasútállomás is volt a község déli határszéle közelében, az egyébként főleg Kisacsádot és Ihászt kiszolgáló Ihász vasútállomás, de azt már 1971-ben bezárták, azóta pedig a létesítményeinek túlnyomó többségét el is bontották.

## Története
Nemesgörzsöny nevét 1346-ban említette először oklevél Gersen néven.
1544-ben nemesi birtokként jegyezték fel.
A falu régen két külön település; Alsó- és Felsőgörzsöny volt, melyek egyesítéséből 1940-ben jött létre Nemesgörzsöny. 
1544-ben nemesi birtoként jegyezték fel.
A 18. századig a falu határában két középkori település: Királyfölde és Csajtorja is állt.
Alsógörzsöny-nek 1910-ben 382 magyar lakosa volt. Ebből 94 római katolikus, 239 református, 46 evangélikus volt.
Felsőgörzsöny-nek 1910-ben 531 lakosából 530 magyar volt. Ebből 93 római katolikus, 376 református, 54 evangélikus volt.
A 20. század elején Veszprém vármegye Pápai járásához tartozott.

## Közélete

### Polgármesterei
- 1990–1994: Csuka Géza (független)[3]
- 1994–1998: Csuka Géza (független)[4]
- 1998–2002: Csuka Géza (független)[5]
- 2002–2006: Csuka Géza (független)[6]
- 2006–2010: Győrffy Balázs (független)[7]
- 2010–2014: Győrffy Balázs (Fidesz-KDNP)[8]
- 2014–2019: Tatai László (független)[9]
- 2019–2024: Tatai László (független)[10]
- 2024– : Tatai László (független)[1]

## Népesség
A település népességének változása:
| Lakosok száma | 723  | 733  | 701  | 625  | 614  | 621  | 621  |
|               | 2013 | 2014 | 2015 | 2021 | 2022 | 2023 | 2024 |

A 2011-es népszámlálás során a lakosok 90,6%-a magyarnak mondta magát (9,4% nem nyilatkozott; a kettős identitások miatt a végösszeg nagyobb lehet 100%-nál). A vallási megoszlás a következő volt: római katolikus 27%, református 35,8%, evangélikus 11,8%, görögkatolikus 0,1%, felekezeten kívüli 6,6% (18,6% nem nyilatkozott).
2022-ben a lakosság 96,3%-a vallotta magát magyarnak, 0,8% németnek, 0,3% románnak, 0,2% cigánynak, 0,5% egyéb, nem hazai nemzetiségűnek (3,7% nem nyilatkozott; a kettős identitások miatt a végösszeg nagyobb lehet 100%-nál). Vallásuk szerint 30,3% volt református, 29,2% római katolikus, 12,5% evangélikus, 0,2% egyéb keresztény, 0,2% egyéb katolikus, 3,1% felekezeten kívüli (24,6% nem válaszolt).

## Nevezetességei
- Református temploma - mai romantikus alakját 1883-ban egy korábbi épület felhasználásával nyerte. Egyhajós, egytornyos épület.